# Bezdědovice
Bezdědovice falu és önkormányzat (obec) Csehország Dél-csehországi kerületének Strakonicei járásában. Területe 5,82 km², lakosainak száma 317 (2008. 12. 31). A falu Strakonicétől mintegy 22 km-re északra, České Budějovicétől 69 km-re északnyugatra, és Prágától 81 km-re délnyugatra  fekszik.
A falu első írásos említése 1186-ból származik.

## Az önkormányzathoz tartozó települések
- Bezdědovice
- Dobšice
- Paštiky

## Népesség
A település népessége az elmúlt években az alábbi módon változott:
| Lakosok száma | 574  | 581  | 492  | 403  | 323  | 306  | 343  | 359  | 353  | 389  |
|               | 1869 | 1890 | 1921 | 1950 | 1980 | 2001 | 2017 | 2019 | 2022 | 2024 |